# Église Saint-Fridolin de Mulhouse

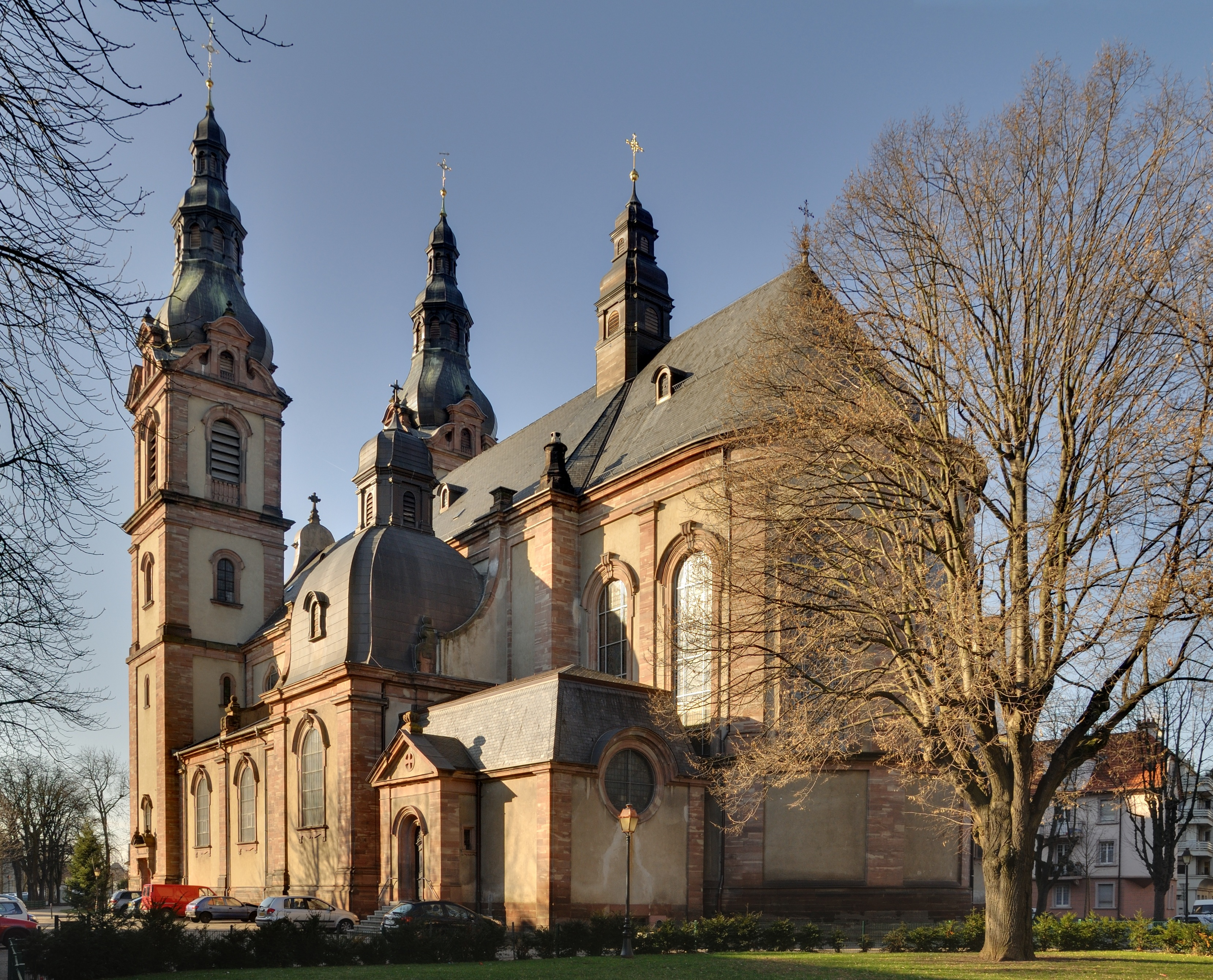
Vue extérieure de l’église.

L'église Saint-Fridolin est l'une des principales églises de culte catholique de la ville de Mulhouse, dans le Haut-Rhin.
Avec ses trois clochers à bulbe, elle compte parmi les constructions néo-baroques les plus imposantes en France.

## Historique
C'est grâce à un généreux legs de Geneviève Rogg-Haas, bienfaitrice de nombreuses églises haut-rhinoises et à qui l'on doit déjà l'église Sainte-Geneviève de Mulhouse, que l'édifice a pu voir le jour.
En raison du prénom du défunt époux de madame Rogg-Haas, l'église a été dédiée à saint Fridolin, l'apôtre des Alamans. C'est également la raison pour laquelle l'architecte Ludwig Becker de Mayence dressa des plans néo-baroques fortement inspirés de l'église abbatiale de Bad Säckingen (Forêt-Noire).
La première pierre de l'édifice est posée en 1903, et l'église est consacrée en 1906 par l'évêque auxiliaire de Strasbourg, Franz Zorn von Bulach.
L'édifice a connu une restauration intérieure en 2006 et attend à présent une nécessaire rénovation extérieure.

## Décoration
L'intérieur comporte un mobilier néo-baroque, issu des ateliers colmarien Klem. Les tableaux d'autel sont l'œuvre de l'Alsacien Martin Feuerstein et du tyrolien Emmanuel Raffeiner. 
Les fresques de plafond ainsi que le chemin de croix ont été réalisés par le Mulhousien Carlo Limido.
L'orgue de la maison strasbourgeoise Schwenkedel date de 1960 et a été installé dans le buffet de l'orgue Goll (Lucerne) des bénédictines de Delle.
La tour sud abrite par ailleurs un ensemble de quatre cloches coulées à Colmar.

## Sources
Brochure éditée par la paroisse à l'occasion du cinquantenaire de l'église (1956)

## Littérature
- Marie-Philippe Scheurer, Roger Lehni, Claude Menninger: Mulhouse, Haut-Rhin − Images du Patrimoine, Le Verger, Illkirch-Graffenstaden, 1990,  (ISBN 2-908367-18-1).